# 나가사코 다카시
나가사코 다카시(일본어: 長嶝 高士, 1964년 2월 24일~)는 일본의 남성 성우이다.